# Saint-Sulpice-en-Pareds
Saint-Sulpice-en-Pareds és un municipi francès situat al departament de Vendée i a la regió de País del Loira. L'any 2007 tenia 389 habitants.

## Demografia

### Població
El 2007 la població de fet de Saint-Sulpice-en-Pareds era de 389 persones. Hi havia 156 famílies de les quals 44 eren unipersonals (20 homes vivint sols i 24 dones vivint soles), 44 parelles sense fills, 56 parelles amb fills i 12 famílies monoparentals amb fills.
La població ha evolucionat segons el següent gràfic:
Habitants censats

### Habitatges
El 2007 hi havia 196 habitatges, 158 eren l'habitatge principal de la família, 21 eren segones residències i 18 estaven desocupats. Tots els 195 habitatges eren cases. Dels 158 habitatges principals, 136 estaven ocupats pels seus propietaris i 22 estaven llogats i ocupats pels llogaters; 1 tenia una cambra, 7 en tenien dues, 18 en tenien tres, 41 en tenien quatre i 91 en tenien cinc o més. 101 habitatges disposaven pel capbaix d'una plaça de pàrquing. A 66 habitatges hi havia un automòbil i a 81 n'hi havia dos o més.

### Piràmide de població
La piràmide de població per edats i sexe el 2009 era:
| Homes | Edats   | Dones |
| ----- | ------- | ----- |
| 0     | 95 o +  | 0     |
| 0     | 90 a 94 | 0     |
| 0     | 85 a 89 | 4     |
| 4     | 80 a 84 | 4     |
| 8     | 75 a 79 | 8     |
| 24    | 70 a 74 | 12    |
| 12    | 65 a 69 | 24    |
| 12    | 60 a 64 | 12    |
| 0     | 55 a 59 | 16    |
| 12    | 50 a 54 | 0     |
| 20    | 45 a 49 | 24    |
| 16    | 40 a 44 | 4     |
| 12    | 35 a 39 | 8     |
| 16    | 30 a 34 | 16    |
| 8     | 25 a 29 | 12    |
| 4     | 20 a 24 | 8     |
| 4     | 15 a 19 | 8     |
| 8     | 10 a 14 | 12    |
| 4     | 5 a 9   | 8     |
| 20    | 0 a 4   | 8     |

## Economia
El 2007 la població en edat de treballar era de 221 persones, 160 eren actives i 61 eren inactives. De les 160 persones actives 149 estaven ocupades (86 homes i 63 dones) i 11 estaven aturades (2 homes i 9 dones). De les 61 persones inactives 33 estaven jubilades, 10 estaven estudiant i 18 estaven classificades com a «altres inactius».

### Ingressos
El 2009 a Saint-Sulpice-en-Pareds hi havia 163 unitats fiscals que integraven 419 persones, la mediana anual d'ingressos fiscals per persona era de 13.803 €.

### Activitats econòmiques
Dels 10 establiments que hi havia el 2007, 1 era d'una empresa de fabricació de material elèctric, 4 d'empreses de construcció, 1 d'una empresa de comerç i reparació d'automòbils, 1 d'una empresa d'hostatgeria i restauració, 1 d'una empresa financera, 1 d'una empresa de serveis i 1 d'una empresa classificada com a «altres activitats de serveis».
Dels 4 establiments de servei als particulars que hi havia el 2009, 1 era una oficina bancària, 2 paletes i 1 electricista.
L'any 2000 a Saint-Sulpice-en-Pareds hi havia 23 explotacions agrícoles que ocupaven un total de 910 hectàrees.

## Equipaments sanitaris i escolars
El 2009 hi havia una escola elemental.

## Poblacions més properes
El següent diagrama mostra les poblacions més properes.